# Fabiola Anitori
Fabiola Anitori (Roma, 13 giugno 1962) è una politica italiana.

## Biografia
Insegnante di biologia nel liceo scientifico "A. Labriola" di Ostia, nel 2007 è entrata a far parte del movimento "Amici di Beppe Grillo".

### Elezione a senatore
Nel 2013 viene eletta senatrice della XVII legislatura della Repubblica Italiana nella circoscrizione Lazio per il Movimento 5 Stelle al Senato.
Il 28 giugno 2013 lascia il Movimento 5 stelle per passare al Gruppo misto. Il 2 ottobre 2013, insieme ai colleghi deputati ex M5S Marino Mastrangeli, Adele Gambaro e Paola De Pin, vota la fiducia al Governo Letta.
Il 10 ottobre 2013 assieme alle ex senatrici del Movimento 5 Stelle Paola De Pin e Adele Gambaro (insieme al deputato Adriano Zaccagnini alla Camera) ha dato vita alla componente del Gruppo misto Gruppo Azione Popolare (GAP) poi denominata "Gruppo Azione Partecipazione Popolare" (GAPP) che ha sostenuto il Governo Letta e per un po' il Governo Renzi.
Il 17 giugno 2014, rimasta sola, abbandona la componente GAPP (De Pin e Gambaro hanno aderito alla componente del misto "Italia Lavori in Corso" ILIC dei 4 senatori espulsi guidati da Luis Alberto Orellana) e torna nel Misto.
Il 16 dicembre 2014 aderisce al gruppo Area Popolare, formato da Nuovo Centrodestra e Unione di Centro.
Ciò ha suscitato varie polemiche tra gli ex colleghi del Movimento 5 Stelle, proprio perché tale gruppo è molto distante dal punto di vista ideologico rispetto al partito con cui è stata eletta